# Кратохвилова, Ярмила
Ярмила Кратохвилова (чеш. Jarmila Kratochvílová; род. 26 января 1951[…], Гольчув Еников[…]) — чехословацкая легкоатлетка, специализировавшаяся на спринтерских и средних дистанциях.
Двукратная чемпионка мира 1983 года на дистанциях 400 и 800 метров. Серебряный призёр олимпийских игр 1980 года на дистанции 400 метров. Дважды признавалась спортсменкой года в Чехословакии — в 1981 и 1983 годах. Действующая мировая рекордсменка в беге на 800 метров — 1:53:28. В настоящее время рекорд является самым продолжительным в лёгкой атлетике — он держится с 26 июля 1983 года. Рекордсменка мира на дистанции 400 метров в помещении с 7 марта 1982 года (49,59 сек) до 19 февраля 2023 года. Имеет второй результат в истории легкой атлетики на дистанции 400 метров — 47,99.
Тренировала известную бегунью Людмилу Форманову.